# نونسوو
نونسوو (به لاتین: Nonceveux) یک روستا در بلژیک است که در ایوای واقع شده‌است.